# مدر بول عروي
مدرات البول العروية (بالإنجليزية: Loop diuretics)‏ هي مجموعة دوائية من مدرات البول تؤثر على التواء هنلي في الكلية. تستخدم هذه الأدوية لعلاج فرط ضغط الدم والاستسقاء الذي يحدث بسبب فشل القلب الاحتقاني أو القصور الكلوي..
تعد مدرات البول العروية أكثر فعالية عند المرضى الذين يشكون من خلل في وظائف الكلية بينما تـٌعد مدرات البول من نوع الثيازيد أكثر فعالية عند المرضى الذين لديهم كلى سليمة.

## الاستخدامات الطبية
تستخدم مدرات البول العروية في علاج الحالات التالية:
- الاستسقاء المرتبط بتشمع الكبد والقصور الكلوي والمتلازمة الكلوية
- فرط ضغط الدم
- المرضى المصابين بوذمة دماغية أو وذمة الرئة ويتلقون معالجة مصاحبة ويتطلبون إدرارا مسرعا عن طريق الوريد.[2]
- يستخدم مع تعويض السوائل في علاج فرط كالسيوم الدم الشديد ويحتاجون معه تعويضا من السوائل.

ولا يبدو أن مدرات البول العروية تقلل من نسب وفيات مرضى القصور الكلوي الحاد ذوي الحالات الحرجة ولا تقلل من فترة بقائهم في المستشفى أو وحدة العناية المركزة ولا تعجل في شفائهم.

## أمثلة على مدرات البول العروية
| فوروسيميد# | بوميتانيد  | توراسيميد      | حمض الإيتاكرينيك | إيتوزولون |
| ---------- | ---------- | -------------- | ---------------- | --------- |
|            |            |                |                  |           |
| موزوليمين₩ | أوزولينون₦ | حمض التينيليك₩ | بيريتانيد₦       | أزوسيميد  |
|            |            |                |                  |           |

# مدرج ضمن قائمة منظمة الصحة العالمية للأدوية الأساسية
₩ مسحوب من الأسواق أو ملغى الاستخدام
₦ لم يستخدم أبدا